# Grafisches Papier
Grafische Papiere sind Papiere zum Bedrucken, Beschreiben und Kopieren. Ihr Anteil am weltweiten Papierbedarf nimmt stetig ab. Mit dem wachsenden Bedarf an grafischen Papieren erlangte eine Prozesstechnologie, die speziell auf diese Sorten ausgelegt ist, besondere Bedeutung. Schnelllaufende Zeitungsdruck- und Magazinpapiermaschinen sind Maßstab des Entwicklungsfortschritts und Ausweis für durchgängige Prozesskompetenz.

## Zeitungsdruck
Die farbige Zeitung, mit hoher Bildqualität im Rollenoffset gedruckt, ist heute Stand der Technik, ebenso der Rohstoffeinsatz von bis zu 100 % Sekundärfasern. Zwischen dem Ausgangsstoff und dem Endprodukt liegen Schlüsseltechnologien, von denen letztlich das Erscheinungsbild und die Leseakzeptanz einer Zeitung abhängen. In der Stoffaufbereitung kann mit Hilfe von „Flotations-Deinking“ und Dispergieren ein ökonomisch wie ökologisch attraktiver Halbstoff erzielt werden, der sich auf modernen Hochleistungs-Papiermaschinen optimal weiterverarbeiten lässt. Die besonderen Merkmale für gute Be- und Verdruckbarkeit von Zeitungsdruckpapieren, Glätte und Gleichseitigkeit werden in der Online-Satinage mit innovativen Ecosoft-Kalandern erzielt.

## SC-Papiere
SC-Papiere (super-calendered) sind holzhaltige ungestrichene Papiere, die hauptsächlich für Magazine und Zeitschriftenbeilagen sowie für Kataloge verwendet werden. SC-Papiere werden anhand ihrer Qualitätsmerkmale in die Gruppen SC-B, SC-A und SC-A-Plus unterteilt. SC-Papiere bestehen überwiegend aus Holzstoff, Zellstoff und Recyclingfasern und besitzen einen hohen Füllstoffanteil. Generell werden bei diesen Papieren sehr hohe Ansprüche an die Opazität, den Glanz und die Oberflächengüte für exzellente Bildwiedergabe gestellt. Durch die Janus-MK-2-Technologie lassen sich heute SC-Papiere online satinieren, die nahezu SC-A-Charakter haben. Für SC-A-Plus-Papiere, die höchste Anforderungen an Glätte und Glanz stellen, ist dagegen die Offline-Satinage mit dem Janus-MK-2-Kalander Stand der Technik.

## LWC-Papiere
LWC-Papiere (light weight coated) sind holzhaltige gestrichene Papiere. Sie werden überwiegend für hochwertige Magazine und Zeitungsbeilagen sowie Kataloge verwendet. Diese gestrichenen Papiere erfüllen höchste Ansprüche im Weißgrad, in der Oberflächengüte und in der Bedruckbarkeit. Durch ihr geringes Gewicht und ihre ausgezeichnete Bedruckbarkeit eignen sich LWC-Papiere besonders für Druckerzeugnisse mit hohen Auflagen, bei denen einerseits beste Bildwiedergabe, andererseits auch bei hoher Seitenzahl möglichst niedriges Gewicht gefordert ist.
Besonderes Augenmerk gilt bei den LWC-Papieren der „Sticky“-, Schmutzpunkt- und Druckfarbenentfernung, bzw. der Füllstoffreduzierung, Faserbehandlung und Bleiche. Wichtig sind ebenfalls maßgeschneiderte Wasserführung und -reinigung. In der Papiermaschine kommen der Strich-Applikation und der Kalandrierung besondere Bedeutung zu.

## Holzfreie gestrichene Papiere
Die wichtigsten Sorten im Bereich der holzfreien gestrichenen Papiere sind Bilderdruck- bzw. Kunstdruckpapiere sowie Selbstdurchschreibepapiere. Zur Verbesserung der Bedruckbarkeit wird auf diese Papiere Strichfarbe aufgetragen. Der Strichauftrag kann einseitig, beidseitig, einfach, doppelt oder dreifach, hochweiß oder farbig, hochglänzend, halbmatt oder matt erfolgen. Bei Stoffaufbereitungsprozessen zur Produktion holzfreier, gestrichener Papiere sind die Schlüsseltechnologien, neben der Mahlung, besonders Systeme zur Wiederaufbereitung des gestrichenen Ausschusses.
Die Satinageanforderungen an die verschiedenen Qualitäten von holzfreien, gestrichenen Papieren unterscheiden sich zum Teil erheblich. Kunstdruckpapier wird z. B. nach wie vor offline satiniert. Die dabei eingesetzte Janus-MK-2-Technologie stellt sicher, dass das Papier die gewünschte optisch ansprechende und gleichmäßige Oberfläche erhält. Bei Selbstdurchschreibepapieren werden beste Satinageergebnisse überwiegend online durch den Einsatz von Ecosoft-Kalandern erzielt.

## Holzfreie ungestrichene Papiere
Der Bedarf an holzfreien ungestrichenen Papieren hat erheblich zugenommen – einerseits durch die moderne Bürokommunikation, den Einsatz immer leistungsfähigerer Digitaltechnik mit Druckern, Kopiergeräten in Schwarz-Weiß und Farbe, andererseits aber auch durch den weltweiten Anstieg der Buchproduktion, dem klassischen Anwendungsbereich hochwertiger, voluminöser Papierqualitäten.